# いつか勝ち組!
『いつか勝ち組!』（いつかかちぐみ）は、原作・倉科遼、作画・小林拓己による日本の漫画。『ヤングアニマル』（白泉社）にて、2006年No.2から2007年No.24まで連載。単行本は全5巻。

## あらすじ
白泉女子大学に通う高橋恵（メグ）・園田蘭（ラン）・中尾絵美（エミ）の3人組は大学3年生になり就活に突入する。夏休みの時期にある企業にインターンシップで研修することになったメグは、その企業の男にセクハラされ、自分の学校や成績などから「負け組」であることを指摘されてしまう。なんとか「勝ち組」への道を模索する中で4年の先輩の北原麗子から、夜のバイトで稼いで資金を貯めて起業する道を示される。それで3人はキャバクラ嬢として稼ぐ道を模索するが。

## 登場人物
高橋 恵（たかはし めぐみ）メグ
主人公。就職活動中の女子大3年生。巨乳だけが取柄の平凡な女子大生。メガネと地味な風貌で、周囲に流される天然系の優柔不断で、まだ男性経験がない。
園田 蘭（そのだ らん）ラン
メグの同級生。甘え上手なタイプで男を振り回す小悪魔的性格。
中尾 絵美（なかお えみ）エミ
メグの同級生。
北原麗子（きたはら れいこ）
メグたち3人組の大学の先輩。BMWに乗り豪華マンションに住む。キャバ嬢をやっていることを3人に告げる。
高田 堅也（たかだ けんや）
キャバクラ「CLUB ポインセチア」の店長
優奈（ゆうな）
「CLUB ポインセチア」のNo.1キャスト。
鬼嶋 貴行（きじま たかゆき）
企業グループの総帥の親がいて次男坊。六本木界隈で遊びまくる。
ミク
「CLUB ポインセチア」のキャストの一人。志麻とつるむ。メグに上客の鬼嶋を取られイラつき問題を起こす。
志麻（しま）
「CLUB ポインセチア」のキャストの一人。
森下 祐樹（もりした ゆうき）
メグたち3人組とテニスサークルで知り合う。親が大病院の経営者。
関根 泰造（せきね たいぞう）
中小医療機器メーカーの社員。
樹里（じゅり）
森下の友人。
堀口
森下の友人。
村上
森下の友人。
リサ
ポインセチアの系列の店ファレノブシスのNo.1キャスト。

## 単行本
- 倉科遼（原作）、小林拓己（作画）『いつか勝ち組!』白泉社 《ジェッツコミックス》 全5巻
  1. 2006年9月29日発売[1]、ISBN 978-4-592-14421-2
  2. 2006年12月21日発売、ISBN 978-4-592-14422-9
  3. 2007年5月29日発売、ISBN 978-4-592-14423-6
  4. 2007年10月29日発売、ISBN 978-4-592-14424-3
  5. 2008年2月29日発売[2]、ISBN 978-4-592-14425-0